# Barras heute
Barras heute ist ein deutscher Spielfilm aus dem Jahre 1962 von Paul May.

## Handlung
Anlehnend an Tradition und Gestaltung der – ebenfalls unter der Regie von May – Mitte der 50er Jahre entstandenen 08/15-Filmreihe werden in episodenhafter Form die Verhältnisse beim Militär der Bundesrepublik, der Bundeswehr, geschildert. „Bar jeder eigentlichen Handlung“, wie der Spiegel schrieb, zeigt der in halbdokumentarischem Stil gehaltene Film das Leben junger Wehrpflichtiger vom Tag der Einberufung bis zu ihrer Entlassung ins Zivilleben.
Dabei wird aufgezeigt, dass sich beim „Barras“ Anfang der 1960er Jahre in den Abläufen nicht allzu viel gegenüber früher geändert hat. Wie schon in 08/15 gibt es den hartleibigen Schleifer – seinerzeit gespielt von Hans-Christian Blech, diesmal von Karl-Otto Alberty – der hier Oberfeldwebel Knorr heißt, und wie in den Vorgängerfilmen werden ausgiebig Drillszenen und Trinkgelage gezeigt. Auch die Problematik der kommunistischen Infiltration aus dem Osten in Form von DDR-Propagandisten wird nicht ausgespart: Buchhändler schmuggeln mit Hilfe eines Bundeswehroffiziers östliches Propagandamaterial in die Rekrutenspinde, und ein Fotograf erfährt während einer harmlosen Unterhaltung militärisch brisante Informationen, die er sofort weitergibt und die von einer östlich gesteuerten Rundfunkstation unter dem ominösen Namen „Freiheitssender 904“ in die Welt hinausposaunt werden.
Auch kritische Töne werden nicht ausgespart. So wird beispielsweise Unteroffizier Müller, genannt Müller VII, dem die Ausbildung der Rekruten obliegt, dazu aufgefordert, mit seinem Zug ein Kornfeld zu durchqueren, was dieser mit den Worten ablehnt: „Ich fahre nicht durch Brot.“ Der junge Kanonier Graumann wiederum ist nur sehr widerwillig bereit, die Militärkluft anzuziehen – zu viel erinnert sie ihn daran, dass einst sein Vater kurz nach 1945 als Kriegsverbrecher erschossen wurde. Als eine der wenigen Handlungsträgerinnen tritt die Schreibstubensekretärin Lilo auf, die mit weiblicher Intuition manches durch ruppiges Männerverhalten entstehende Problem zu lösen weiß.

## Produktionsnotizen
Der 1962 gedrehte Film passierte die FSK am 10. Dezember 1962 und wurde zunächst von der FSK nicht unter 18 Jahren freigegeben. Eine Zweitprüfung infolge vorgenommener Schnitte und der Beratung durch Fachkräfte aus den Bonner Ministerien des Innern und der Verteidigung führte zur Herabsenkung des Zugangsalters auf 16 Jahre. Durch diese Nachbearbeitungen verzögerte sich der Uraufführungstermin von Barras heute auf den 3. Januar 1963.
Das Gros der Aufnahmen entstand in Zusammenarbeit mit dem Feldartillerie-Bataillon 45 unter der Führung von Major Hauschild, der als Berater wirkte. Gedreht wurde vor allem in der Prinz-Eugen-Kaserne von Bad Arolsen-Mengeringhausen; weitere Aufnahmen entstanden in der ebenfalls dort gelegenen belgischen Kaserne sowie in der Mengeringhäuser Altstadt, wo die dortige Nicolai-Straße abgesperrt wurde.
Hinter Barras heute stand die Idee, an den großen Erfolg der 08/15-Filmreihe (1954/55) mit einem Film über die Bundeswehr Anfang der 1960er  anzuschließen. Der Gloria-Filmverleih beschrieb seine Intention wie folgt: Der „objektive Film  [soll] ungeschminkt die Probleme zeigen, vor die sich jeder Bürger stellt, wenn er die Uniform des Soldaten anziehen muß“. Der Versuch, nach dem bewährten Rezept der 50er Jahre einen sicheren Kassenerfolg zu landen, ging gründlich schief. Barras heute floppte 1963 an den Kinokassen, der „Bundeswehr-Film verschwand schnell in der Versenkung.“
Regisseur May, seit seinem großen Erfolg von 08/15 ein Spezialist für Soldaten- und Kommissfilme, arbeitete bei diesem Werk erneut mit einer Reihe seiner einstigen (1954) 08/15-Darsteller zusammen, darunter Joachim Fuchsberger, Peter Carsten und Emmerich Schrenk.
Die Filmbauten entwarf Werner Achmann.

## Kritik
Der Spiegel, der Barras heute kurz ein „Kommiß-Lichtspiel“ nannte, schrieb: „Der ehemalige Schütze May fahndete zunächst vergebens nach einem akzeptablen Drehbuch. Doch da fügte es sich, daß ihm der Filmautor Joachim Bartsch (‚Die Wahrheit über Rosemarie‘) das Manuskript einer Romantrilogie anbot; prompt beschloß May, deren ersten Teil zu verfilmen. May über Bartsch: ‚Der versteht was davon, der hat drei Söhne beim Kommiß.‘ (…) So präsentierte die Münchner Gloria schließlich zum Jahresanfang den deutschen Kinogängern ein Bilderbuch mit – ihrer Meinung nach – typischen Szenen aus dem neudeutschen Soldaten-Alltag. ‚Barras heute‘ ist bar jeder eigentlichen Handlung und beschäftigt sich, in einer Art Dokumentar-Klamotte, ‚mit einer Gruppe von Wehrpflichtigen und begleitet sie von ihrer Einberufung bis zum Tage ihrer Entlassung‘ (Gloria). Abgesehen von ausgedehnten Drill- und Saufszenen soll das Opus dem ‚angezielten dokumentarischen Charakter‘ offenbar dadurch gerecht werden, daß sich die Rekruten jählings zwei aktuellen Problemen gegenübersehen: Ost ‚Apparat‘ und Gehorsamsverweigerung. (…) Eine ganze Reihe von Einwänden hingegen hatte die Freiwillige Selbstkontrolle der Filmwirtschaft (FSK), als die Gloria ihren fertigen Film Ende vergangenen Jahres vorführte. Sie sah sich zunächst außerstande, das Lichtspiel freizugeben: Mit der Begründung, es sei nicht möglich, das Werk ohne Fachberatung durch die Bonner Ministerien des Innern und für Verteidigung zu beurteilen, setzten die Kontrolleure das Prüfverfahren aus. (…) Vor allem aber verschwand eine Episode, die den Versuch einer Mutter schildert, ihren Sohn vom Wehrdienst zu befreien, weil der Vater nach 1945 als Kriegsverbrecher hingerichtet worden war. Auf diese Weise verlor der Film zwei der fünf – noch im Programmheft angeführten – Frauenrollen: Mutter und Schwester des Soldaten tauchen auf der Leinwand gar nicht mehr auf. Übrig blieben lediglich die (geschrumpfte) Nebenrolle einer Bardame, die einer Kanoniersbraut und der Part der Schreibstuben-Sekretärin, der von Immy Schell gespielt wird.“
Auch Die Zeit fand kaum freundliche Worte für Mays 08/15-Nachklapp: „Allein dieser Wunsch [nach geschäftlichem Erfolg] schließt schon von vornherein den Verdacht aus, es könnte sich um einen ‚Werbefilm‘ handeln. Opposition ist bekanntlich photogener! Wie photogen sie aber auch immer sein mag, sie wird in diesem Film die Grenzen der Objektivität und Fairneß (‚die Mitarbeit der Bundeswehr wird diese Fehler und Mängel von vornherein ausschließen‘, heißt es an anderer Stelle) nicht überschreiten. ‚Wo Licht ist, ist auch Schatten – und wo Schatten sind, muß auch irgendwo Licht sein.‘ Soweit das Programmheft. Diese Sprache, diese Logik verrät genug. Der Rest: die Schatten sind Kasernenhofmatsch und östliche Störintrigen, Licht alles übrige, gerecht geht es zu und demokratisch, bis auf ‚Unvermeidliches‘ eben, das aber wird ‚es morgen vermutlich genau noch so geben wie gestern und heute‘. Vor allem Kommißstiefel: auf sie scheint der Kameramann fixiert. Der Ausbilder ist ein milder Vollmensch, der Abschied von ihm mischt Schmerz in die Strohhutfreude; der renitente Rekrut, zuerst natürlich der Ostkontakte verdächtig, erweist sich doch noch als stiller Held, heimst aufopferungsvoll Lungenschuß und Kommandeursnichte ein; lehrhaft explodiert eine Atombombe (nur Abschreckung macht stark), und wenn befohlen würde, daß Deutsche auf Deutsche schießen, werden die da oben es sich schon überlegt haben, dem Kleinen steht Nachdenken nicht an, dem Soldaten schon gar nicht. Dieser zynische Tiefpunkt apologetischen Filmschunds gibt vor, in ‚kritischer, aber durchaus fairer Weise den Alltag des heutigen Soldaten zu ›beleuchten‹‘. Der Name des 08/15-Regisseurs, der das elende Produkt mit seinem künstlerischen Gewissen vereinbaren kann, sei noch festgenagelt: Paul May.“
Das Handbuch VII der Katholischen Filmkritik meinte: „Deutscher Soldatenfilm, der sich vor allem im ständigen Gebrauch von Kraftausdrücken gefällt, dafür der Wirklichkeit kaum nahe kommt.“